# Ниборский, Ицхок
Ицхок (Исидоро) Ниборский (идиш יצחק ניבאָרסקי‎; род. 1947, Буэнос-Айрес) — аргентинский и французский филолог-идишист, лексикограф, литературовед.

## Биография
Родился в Буэнос-Айресе, в пережившей Холокост семье из Польши (Хожеле). Учился в начальной и средней школах с обучением на идише, затем на филологическом отделении Буэнос-Айресского университета. После его окончания работал учителем еврейского языка и литературы в школах Буэнос-Айреса. В 1979 году опубликовал первый идиш-испанский словарь и в том же году переехал в Париж, где продолжил преподавательскую работу. Был директором и библиографом Библиотеки Владимира Медема в Париже, преподавал в Университете Париж Дидро. Доктор философии в лингвистике (1994).
Автор идиш-французского словаря, на основе словника которого был также издан «Всеобъемлющий идиш-английский словарь» (Comprehensive Yiddish-English dictionary, Indiana University Press, 2013 — 744 pp.). Составил переиздававшийся в расширенных изданиях толковый словарь слов древнееврейского и арамейского происхождения в идише, работает над словарём славянизмов в идише. Публиковал стихи и прозу на идише. Подготовил к печати комментированные издания еврейских литераторов, переводил с идиша и иврита на испанский и французский языки.
Автор сборника избранных стихов и прозы «װי פֿון אַ פּוסטן פּאַס» (ви фун а пустн фас — как из пустой бочки, 1996).

## Семья
- Сын — Элиезер Ниборский, преподаватель математики и идиша, библиограф в области периодических изданий на идише (Иерусалим). Его жена Мириам Тринх — также преподаватель идиша, литературовед[6].
  - Внук — Рубен Ниборский, снялся в главной роли (Ривн) в кинокартине «Менаше» (США, 2017)[7].

## Книги
- Diccionario Yidish-Espanol. יידיש־ שפאניש ווערטערבוך (с Jacobo Isaías Lerman — Янкев-Шие Лерман). Буэнос-Айрес: Instituto Científico Judío IWO, 1979. — 344 с.
- Les Livres du souvenir: mémoriaux juifs de Pologne (с Аннет Вевёркой). Париж: Editions Gallimard/Julliard, 1983.
- װי פֿון אַ פּוסטן פֿאַס: לידער און פּראָזע 1964—1995. Париж: Bibliotheque Medem, 1996.
- Dictionnaire des mots d'origine hébraïque et araméenne en usage dans la langue yiddish. װערטערבוך פֿון לשון-קודש-שטאַמיקע װערטער אין ייִדיש Париж: Bibliotheque Medem, 1997, 1999, 2013. — 512 с.
- Dictionnaire Yiddish-Francais. ייִדיש-פֿראַנצײזיש װערטערבוך  (совместно с Бернардом (Берлом) Вайсбротом). Париж: Bibliotheque Medem, 2002. — 632 с.
- Archives clandestines du ghetto de Varsovie (Ruta Sakowska, Jean-Claude Famulicki, Batia Baum, Evelyne Grumberg, Isidoro Niborski). Париж: Fayard, 2007.
- Comprehensive Yiddish-English Dictionary. ארומנעמיק ייִדיש-ענגליש ווערטערבוך (Solon Beinfeld, Harry Bochner, Barry Goldstein, Yankl Salant, Isidoro Niborski, Bernard Vaisbrot). Adapted from Dictionnaire Yiddish-Francais by Yitskhok Niborski and Bernard Vaisbrot with the assistance of Simon Neuberg. Bloomington: Indiana University Press, 2013. — 704 pp.

## Переводы
- Vladímir Médem. La leyenda del movimiento obrero judío. Traducción de Isidoro Niborski. Буэнос-Айрес, 1971.
- Ицхок Корн. El pogrom de Kischinev. Traducción del hebreo por Isidoro Niborski. Буэнос-Айрес, 1972.
- Stephen S. Wise. Rabino, pensador, luchador por los derechos humanos. Versión castellana de Isidoro Niborski. Буэнос-Айрес, 1972.